# Bevanoor, Athni
Bevanoor là một làng thuộc tehsil Athni, huyện Belgaum, bang Karnataka, Ấn Độ.